# Isaac Massa
Isaac Abrahamsz. Massa (Haarlem, 1586. október 7. — 1643. körül) gabonakereskedő, holland diplomata, műértő Oroszországban. Ismert arcképét Frans Hals festette 1626-ban, a Galley of Ontario őrzi Torontóban.

## Életútja
Apja, Ábrahám Massart ruhával és selyemmel kereskedett, végül Antwerpenben telepedett le, Isaac Massa 1600-ban, 14 évesen veszítette el apját. Isaac Massa azt írta, hogy korábbi ősei nagyon gazdagok voltak. Massa utazásokat tett, anyja 1601-ben küldte először Oroszországba. Massa egy orosz nemesembertől megtanulta az orosz nyelvet. A protestáns hit terjedéséről történelmi nyomatokat adott az orosz nemesembernek, ki cserében egy Északkelet-Oroszországról készített értékes állami térképet nyújtott át Massa részére. 1604–1613 közt zavargások törtek ki Oroszországban a cári trón utódlása miatt, így Massa kerülő úton, Arhangelszk irányában tért vissza Hollandiába.

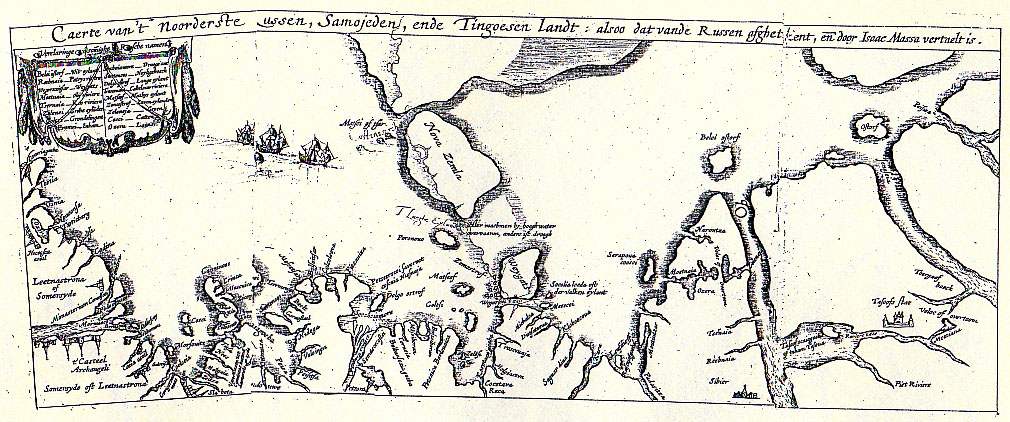
Térkép az északkeleti orosz, a szamojéd és a Tunguz földről (1612)

Massa második orosz útjára IV. Vaszilij orosz cár halála után I. Mihály orosz cár uralkodása idején került sor, ekkor nagyobb nyugalom volt Oroszországon belül, de ekkor meg a hódító háborúk okoztak gondot, Lengyelországot, Svédországot akarta bekebelezni a cár. Az oroszok stratégiai cikkek (ólom, puskapor) iránt érdeklődtek. A holland kereskedőket pedig igen érdekelni kezdték az Arhangelszk körül található drágakövek.
Massa harmadik utazása alkalmából tolmács volt az orosz–svéd béketárgyalásokon, végül Stolbovóban megszületett a békeszerződés Svédország és Oroszország közt 1617. február 27-én. Ez a békeszerződés megteremtette az alapját Svédország aranykorának, ekkor ez az ország lett az európai nagyhatalom.
Massa negyedik utazását 1618-ban az angol pézsmakerekedők társaságának megbízásából tette, hogy helyreállítsa a jó kapcsolatot Oroszországgal a prémkereskedelem terén. Közben nagy balesetek történtek, Arhangelszk teljesen leégett, a nyugat-európai kereskedőknek itt sok árujuk megsemmisült, s mindehhez az Európába tartó árukkal megrakott hajó Lappföldön viharba került és elsüllyedt.

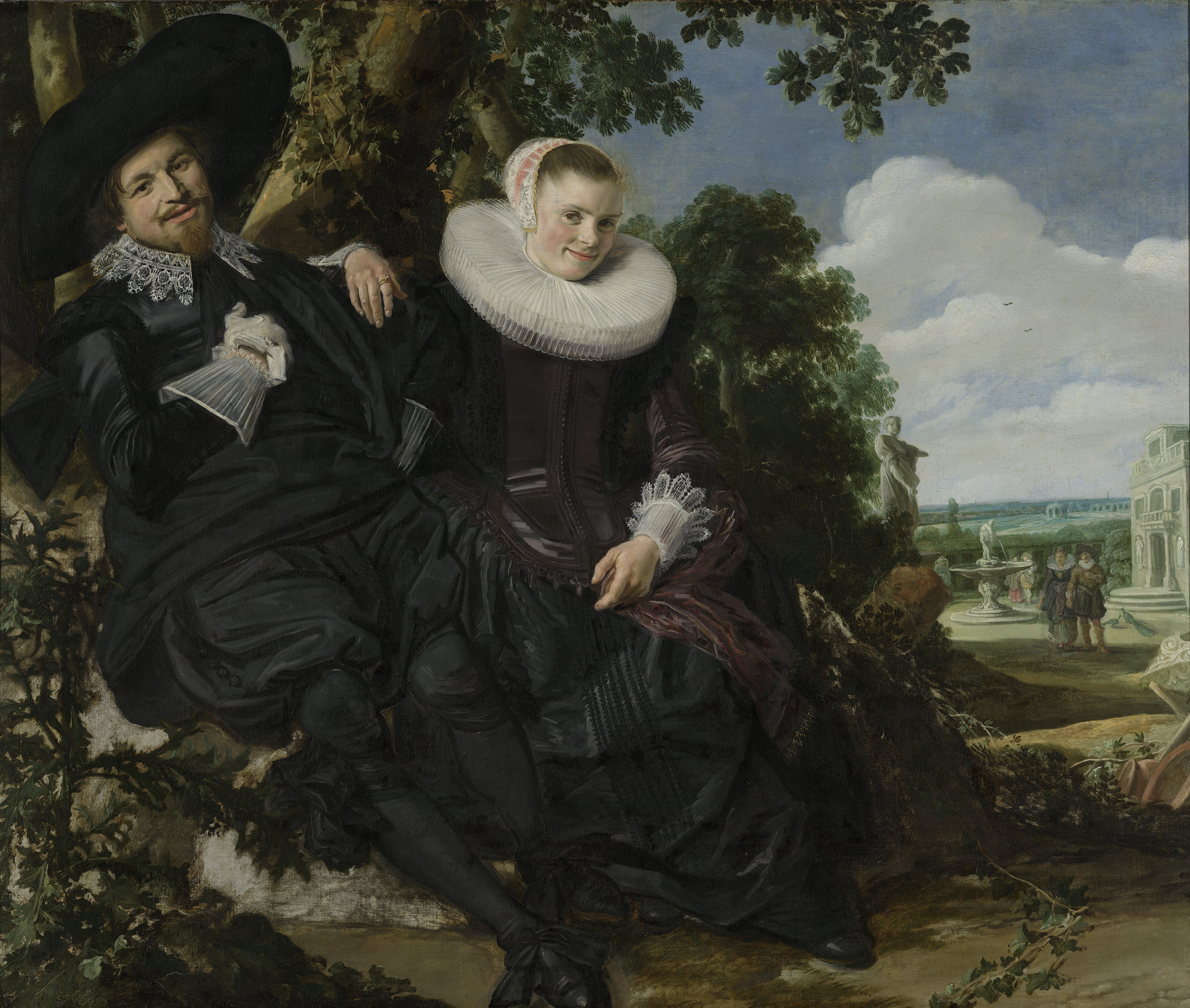
Isaac Massa és felesége, Beatrix van der Laen portréja Frans Hals által (Rijksmuseum, Amszterdam)

1622-ben feleségül vette a haarlemi polgármester Beatrix van der Laen nevű leányát, jóbarátja, Frans Hals lefestette az új házasokat. Frans Hals és Isaac Massa jóbarátok voltak. Isaac Massa tovább folytatta a kereskedelmi diplomáciai tevékenységet Oroszországgal, de Svédország és Oroszország közt is közvetített a kereskedelem terén. 1630-ban igen éles verseny alakult ki a gabonaárak miatt. Massa mindig sikeresen meg tudta kötni az egyezségeket mindenki megelégedésére, talán csak egyetlen kereskedelmi megállapodása vallott kudarcot.
1639-ben meghalt a felesége, újraházasodott, mindkét házasságából két–két gyermek született. Gyermekei boldogultak a polgári életben, a nagyobbak közül az egyik tolmács, a másik közjegyző lett. Mint említettük Massa Frans Hals jóbarátja, John Torrentius festőnek pedig mecénása. Massa korának igen művelt embere volt, utazásainak tapasztalatairól könyveket írt, azok nyomtatásban is megjelentek, igen értett a térképészethez.

## Fordítás
- Ez a szócikk részben vagy egészben a Isaac Massa című holland Wikipédia-szócikk ezen változatának fordításán alapul.  Az eredeti cikk szerkesztőit annak laptörténete sorolja fel. Ez a jelzés csupán a megfogalmazás eredetét és a szerzői jogokat jelzi, nem szolgál a cikkben szereplő információk forrásmegjelöléseként.